# 40-es busz (Nyíregyháza)
A nyíregyházi 40-es jelzésű autóbusz az Autóbusz-állomás és az Esélycentrum között közlekedik. Megállóinak száma mindkét irányba 11 db. A vonalat a Volánbusz üzemelteti.

## Útvonal
Esélycentrum felé:
Autóbusz-állomás - Toldi u. - Szabolcs u. - Bessenyei tér - Egyház u. - Búza tér - Mező u. - Bethlen G. u. 67. - Tiszavasvári út - Szakiskola és Kollégium - Esélycentrum
Autóbusz-állomás felé:
Esélycentrum - Szakiskola és Kollégium - Tiszavasvári út - Mező u. 5. - Rákóczi u. 50. - Búza tér - Kelet Áruház - Bessenyei tér - Szabolcs u. - Toldi u. - Autóbusz-állomás